# Kościół Matki Bożej Królowej Polski w Wyszkowie-Rybienku Leśnym
Kościół Matki Bożej Królowej Polski w Wyszkowie-Rybienku Leśnym – rzymskokatolicki kościół parafialny należący do dekanatu radzymińskiego diecezji warszawsko-praskiej. Znajduje się w dzielnicy Wyszkowa, Rybienku Leśnym.
Drewniana świątynia została wzniesiona w stylu zakopiańskim w latach 1933–1936, dzięki ofiarom wczasowiczów z Warszawy i staraniom księdza Wiktora Mieczkowskiego, proboszcza parafii św. Idziego w Wyszkowie według projektu architekta Juliana Bursche z Warszawy. Architekt w 1933 roku razem z małżonką zaczął zbierać ofiary od wczasowiczów i gromadzić materiały budowlane. W dniu 3 maja 1938 roku kościół został poświęcony przez biskupa płockiego Antoniego Juliana Nowowiejskiego. Częściowo zniszczona w 1945 roku świątynia została odbudowana po wojnie. W latach 1975–1978 do kościoła została dobudowana murowana wieża-dzwonnica zamknięta wysmukłym trójkątnym szczytem według projektu architekta Arkadiusza Ławrowa, w której zostały umieszczone trzy dzwony. Jednocześnie zwiększono powierzchnię budowli i podwyższono elewację frontową. W dniu 1 sierpnia 1975 roku przy kościele została erygowana parafia Matki Bożej Królowej Polski przez biskupa płockiego Bogdana Mariana Sikorskiego. Od 25 marca 1992 roku kościół należy do diecezji warszawsko-praskiej.